# Diplonevra nitidula
Diplonevra nitidula är en tvåvingeart som först beskrevs av Johann Wilhelm Meigen 1830.  Diplonevra nitidula ingår i släktet Diplonevra och familjen puckelflugor. Arten är reproducerande i Sverige. Inga underarter finns listade i Catalogue of Life.